# Готель Зомбі (мультсеріал)
Готель Зомбі (англ. Zombie Hotel) — дитячий мультсеріал, створений і продюсований компанією «Alphanim» про двох дітей зомбі, які вчаться у звичайній школі.

## Сюжет
Грибок і Личинка, двоє дітей зомбі, брат і сестра, батьки яких відкривають у місті готель під назвою Зомбі, йдуть у звичайну людську школу, де знайомляться зі звичайним хлопчиком Семом і вирішують довірити йому свою таємницю. Сем з радістю сприйняв цей факт і став їхнім найкращим другом. А у цей час у готелі їхніх батьків справи йдуть не найкращим образом.

## Персонажі
- Грибок — старший брат Личинки, бешкетник. Його озвучує Соня Белл.
- Личинка — сестра Грибка, часто свариться з братом. Її озвучує Сьюзан Гловер.
- Сем — найкращий друг Грибка і Личинки. Його озвучує Джастін Бредлі.

## Закадрове озвучення
- Російською мовою озвучено на замовлення компанії «HitLab». Деякі жіночі ролі озвучували: Лідія Муращенко та Тетяна Пиріжок.
- Українською мовою озвучено продюсерським центром «Prime-Time» на студії «Propeller Production». Ролі озвучували: Євген Малуха та Ніна Касторф.